# Moses Hamungole
Moses Hamungole (* 1. Mai 1967 in Kafue; † 13. Januar 2021 in Lusaka) war ein sambischer Geistlicher und römisch-katholischer Bischof von Monze.

## Leben
Moses Hamungole empfing nach dem Studium am Philosophischen Seminar von St. Augustine in Mpima Kabwe und dem Theologischen Seminar von St. Dominic in Lusaka am 6. August 1994 das Sakrament der Priesterweihe für das Erzbistum Lusaka. Er war zunächst in der Seelsorge tätig. Von 1997 bis 1999 war er für die Medienarbeit des Erzbistums Lusaka verantwortlich. Zudem leitete er den Radiosender „Yatsani“. Nach einem Studium der Kommunikationswissenschaften an der Päpstlichen Universität Gregoriana in Rom war er ab 2002 Sekretär für die Medienarbeit der Vereinigung der Bischofskonferenzen Ostafrikas (Amecea) mit Sitz in der kenianischen Hauptstadt Nairobi. Er leitete parallel die Afrika-Sparte des Katholischen Weltverbands für Kommunikation (SIGNIS). Von 2008 bis 2010 absolvierte er ein Doktoratsstudium in Sozialer Kommunikation an der Katholischen Universität Löwen. Von 2010 bis 2014 hatte er bei Radio Vatikan die Leitung der Programme Swahili und Englisch für Afrika inne.
Am 10. Februar 2014 ernannte ihn Papst Franziskus zum Bischof von Monze. Die Bischofsweihe spendete ihm sein Amtsvorgänger Emilio Patriarca am 3. Mai desselben Jahres. Mitkonsekratoren waren der Bischof von Livingstone, Raymond Mpezele, und der Bischof von Chipata, George Cosmas Zumaire Lungu. Er war verantwortlich für die Kommunikation der sambischen Bischofskonferenz (ZCCB).
Moses Hamungole starb im Alter von 53 Jahren nach einer SARS-CoV-2-Infektion.